# Words and Music
 Words and Music és una pel·lícula musical estatunidenca de Norman Taurog rodada el 1948. Està inspirada en la vida del compositor Lorenz Hart.
Els protagonistes són Mickey Rooney com a Hart i Tom Drake com a Rodgers, juntament amb Janet Leigh, Betty Garrett, Ann Sothern i nombroses estrelles musicals. Va ser la segona d'una sèrie de biòpics de la MGM sobre compositors de Broadway; va ser precedida per Till the Clouds Roll By  (Jerome Kern, 1946) i seguida per Three Little Words (Kalmar i Ruby, 1950) i Deep in My Heart  (Sigmund Romberg, 1954).
La pel·lícula és recordada per presentar el final entre Rooney i Judy Garland, i per la generosa presentació del catàleg de cançons de Rodgers i Hart. El guió, com el de moltes pel·lícules semblants, era fictici. Es van suavitzar els problemes psicològics complexos i el comportament autodestructiu de Hart, que va trencar la societat i van contribuir a la mort prematura de Hart. Mantenint amb els mitjans de comunicació els tabús de l'època, la pel·lícula va evitar completament qualsevol esment de l'homosexualitat de Hart . (Gràcies als mateixos tabús, el crític del New York Times Bosley Crowther va ridiculitzar la pel·lícula amb un inexacte retrat de Hart però no va especificar què era inexacte.)
El començament de la pel·lícula és una mica inusual per un biopic. Drake apareix sol, presentant-se a l'audiència com a Richard Rodgers i explicant que van a veure la història de la seva col·laboració amb Lorenz Hart. És com si Rodgers jugués amb ell mateix.
Encara que la pel·lícula va actuar molt bé al box office, va ser una producció bastant cara i, com a resultat, tot just va recuperar el seu cost en la seva exhibició.

## Argument
Phil i Pete s'inscriuen en un concurs d'estudiants que premia el participant que compongui la millor cançó. A més, competiran també per l'amor de Mary.

## Repartiment
- Mickey Rooney: Lorenz Hart
- Janet Leigh: Dorothy Feiner Rodgers
- Tom Drake: Richard Rodgers
- Perry Como: Eddie Lorrison Anders
- Ann Sothern: Joyce Harmon
- Cyd Charisse: Margo Grant
- Betty Garrett: Peggy Lorgan McNeil
- Marshall Thompson: Herbert Fields
- Jeanette Nolan: Sra. Hart
- Richard Quine: Ben Feiner Jr.
- George Meeker (no surt als crèdits): El productor

Actors en el seu propi paper:
- June Allyson
- Judy Garland
- Lena Horne
- Gene Kelly
- Vera Ellen